# Episodi de La casa del guardaboschi (settima stagione)
La settima stagione della serie televisiva La casa del guardaboschi è in onda dal 23 dicembre 1995 al 7 febbraio 1997 sul canale ZDF.
| nº       | Titolo originale                                                     | Titolo italiano | Prima TV Germania | Prima TV in italiano |
| -------- | -------------------------------------------------------------------- | --------------- | ----------------- | -------------------- |
| Speciale | Das größte Fest des Jahres - Weihnachten bei unseren Fernsehfamilien |                 | 23 dicembre 1995  |                      |
| 1        | Ein Fahrradausflug                                                   |                 | 15 novembre 1996  |                      |
| 2        | Feuerwehrball                                                        |                 | 22 novembre 1996  |                      |
| 3        | Räuber im Revier                                                     |                 | 29 novembre 1996  |                      |
| 4        | Flug ins Ungewisse                                                   |                 | 6 dicembre 1996   |                      |
| 5        | Die Moorleiche                                                       |                 | 13 dicembre 1996  |                      |
| 6        | Irren ist menschlich                                                 |                 | 20 dicembre 1996  |                      |
| 7        | Das schönste Dorf                                                    |                 | 27 dicembre 1996  |                      |
| 8        | Schlaflose Nächte                                                    |                 | 3 gennaio 1997    |                      |
| 9        | Herzenswünsche                                                       |                 | 10 gennaio 1997   |                      |
| 10       | Kunststücke                                                          |                 | 17 gennaio 1997   |                      |
| 11       | Die Erbschaft                                                        |                 | 24 gennaio 1997   |                      |
| 12       | Unverhofft kommt oft                                                 |                 | 31 gennaio 1997   |                      |
| 13       | Heimlichkeiten                                                       |                 | 7 febbraio 1997   |                      |